# 법구경
《법구경》(法句經, K.1021, T.0210) 또는 《담마빠다》(धम्मपद)는 서기 원년 전후의 인물인 인도의 다르마트라타(산스크리트어: Dharmatrata, 法救)가 편찬한 불교의 경전으로 석가모니 사후 삼백년 후에 여러 경로를 거쳐 기록된 부처의 말씀을 묶어 만들었다고 한다. 원문은 팔리어로 작성된 《담마빠다(팔리어: Dhammapada)》와 산스크리트어로 작성된 《우다나바르가(산스크리트어: Udanavarga)》로 알려져 있다. 편집의 차이와 수록된 구절 수가 다를 뿐 내용은 비슷하다고 한다. 팔리 삼장(Tipiṭaka)에는 《숫타니파타(Sutta Nipāta)》 등과 함께 경장(숫타 삐따까) 소부(굿다까 니까야)로 분류되어 있다.
담마빠다는 여러 언어로 번역이 많이 되었는데, 한역본(漢譯本)으로는 《법구경》(法句經, K.1021, T.0210)과 《법구비유경》(法句譬喩經, K.1020, T.0211)이 대표적이다.

## 주요 내용
《법구경》은 불교의 수행자가 지녀야할 덕목에 대한 경구로 이루어져 있다. 주요 내용은 폭력, 애욕 등을 멀리하고 삼보에 귀의하여 선한 행위로 덕을 쌓고 깨달음을 얻으라는 것이다. 판본에 따라 내용이 조금씩 차이가 있으나 한역(漢譯) 법구경은 서문과 39개의 품(品)으로 이루어져 있다.

## 구성
1. Yamaka-vagga Dhp1~Dhp20
2. Appamāda-vagga Dhp21~Dhp32
3. Citta-vagga Dhp33~Dhp43
4. Puppha-vagga Dhp44~Dhp59
5. Bāla-vagga Dhp60~Dhp75
6. Paṇḍita-vagga Dhp76~Dhp89
7. Arahanta-vagga Dhp90~Dhp99
8. Sahassa-vagga Dhp100~Dhp115
9. Pāpa-vagga Dhp116~Dhp128
10. Daṇḍa-vagga Dhp129~Dhp145
11. Jarā-vagga Dhp146~Dhp156
12. Atta-vagga Dhp157~Dhp166
13. Loka-vagga Dhp167~Dhp178
14. Buddha-vagga Dhp179~Dhp196
15. Sukha-vagga Dhp197~Dhp208
16. Piya-vagga Dhp209~Dhp220
17. Kodha-vagga Dhp221~Dhp234
18. Mala-vagga Dhp235~Dhp255
19. Dhammaṭṭha-vagga Dhp256~Dhp272
20. Magga-vagga Dhp273~Dhp289
21. Pakiṇṇaka-vagga Dhp290~Dhp305
22. Niraya-vagga Dhp306~Dhp319
23. Nāga-vagga Dhp320~Dhp333
24. Taṇhā-vagga Dhp334~Dhp359
25. Bhikkhu-vagga Dhp360~Dhp382
26. Brāhmaṇa-vagga Dhp383~Dhp423

## 각 품의 한역 제목과 한국어판 제목
| 기호 | 이름                           | 한역 제목                         | 한국어판 제목 |
| ---- | ------------------------------ | --------------------------------- | --- |
|      | Yamaka-vagga Dhp1~Dhp20        | 쌍서품(雙敍品) 쌍요품(雙要品)     | 한짝씩(對句)(법정) 대게(對揭)의 장(거해) 쌍의 품(전재성) 쌍을 이룸(김서리) 쌍(일아)                                              |
|      | Appamāda-vagga Dhp21~Dhp32     | 방일품(放逸品)                    | 정진(不放逸)(법정) 마음 집중의 장(거해) 부지런히 닦음(법정1999) 방일하지 않음의 품(전재성) 방심하지 않음(김서리) 깨어 있음(일아) |
|      | Citta-vagga Dhp33~Dhp43        | 심의품(心意品)                    | 마음(법정)(김서리)(일아) 마음의 장(거해) 마음의 품(전재성)                                                                       |
|      | Puppha-vagga Dhp44~Dhp59       | 화향품(華香品)                    | 꽃(법정)(김서리)(일아) 꽃의 장(거해) 꽃의 품(전재성)                                                                             |
|      | Bāla-vagga Dhp60~Dhp75         | 우암품(愚闇品)                    | 어리석은 사람(법정)(일아) 어리석은 자의 장(거해) 어리석은 자의 품(전재성) 어리석은 자(김서리)                                    |
|      | Paṇḍita-vagga Dhp76~Dhp89      | 현철품(賢哲品) 명철품(明哲品)     | 어진 사람(법정) 지혜로운 사람의 장(거해) 지혜로운 사람(법정1999)(일아) 현명한 님의 품(전재성) 지혜로운 이(김서리)                |
|      | Arahanta-vagga Dhp90~Dhp99     | 아라한품(阿羅漢品) 나한품(羅漢品) | 성자(阿羅漢)(법정) 아라하뜨의 장(거해) 깨달은 사람(법정1999) 거룩한 님의 품(전재성) 아라한(김서리)(일아)                         |
|      | Sahassa-vagga Dhp100~Dhp115    | 술천품(述千品)                    | 일천(千)(법정) 천(千)의 장(거해) 천 가지의 장(법정1999) 천(千)의 품(전재성) 천(千)(김서리) 일 천(일아)                           |
|      | Pāpa-vagga Dhp116~Dhp128       | 악행품(惡行品)                    | 악(법정)(김서리)(일아) 악(惡)의 장(거해) 악행(법정1999) 악의 품(전재성)                                                          |
|      | Daṇḍa-vagga Dhp129~Dhp145      | 도장품(刀杖品)                    | 폭력(법정)(김서리)(일아) 벌(罰)의 장(거해) 폭력의 품(전재성)                                                                     |
|      | Jarā-vagga Dhp146~Dhp156       | 노모품(老芼品)                    | 늙음(법정)(김서리)(일아) 늙음의 장(거해) 늙음의 품(전재성)                                                                       |
|      | Atta-vagga Dhp157~Dhp166       | 기신품(己身品) 애신품(愛身品)     | 자기(법정)(김서리)(일아) 자기(自己)의 장(거해) 자기 자신(법정1999) 자기의 품(전재성)                                             |
|      | Loka-vagga Dhp167~Dhp178       | 세속품(世俗品)                    | 세속(법정) 세상의 장(거해) 이 세상(법정1999) 세상의 품(전재성) 세상(김서리)(일아)                                                |
|      | Buddha-vagga Dhp179~Dhp196     | 불타품(佛陀品) 술불품(述佛品)     | 부처(법정) 붓다의 장(거해) 깨달은 님의 품(전재성) 깨달은 이(김서리) 붓다(일아)                                                   |
|      | Sukha-vagga Dhp197~Dhp208      | 안락품(安樂品) 안녕품(安寧品)     | 안락(법정) 행복의 장(거해) 진정한 행복(법정1999) 안락의 품(전재성) 행복(김서리)(일아)                                            |
|      | Piya-vagga Dhp209~Dhp220       | 애호품(愛好品) 호희품(好喜品)     | 사랑하는 것(법정)(김서리) 쾌락의 장(거해) 사랑하는 자의 품(전재성) 애정(일아)                                                    |
|      | Kodha-vagga Dhp221~Dhp234      | 분노품(忿怒品)                    | 성냄(법정)(일아) 분노의 장(거해) 분노의 품(전재성) 화(김서리)                                                                    |
|      | Mala-vagga Dhp235~Dhp255       | 진구품(塵垢品)                    | 더러움(법정)(김서리)(일아) 때(垢)의 장(거해) 티끌의 품(전재성)                                                                   |
|      | Dhammaṭṭha-vagga Dhp256~Dhp272 | 주법품(住法品) 봉지품(奉持品)     | 도를 실천하는 사람(법정) 올바름의 장(거해) 진리에 서있는 님의 품(전재성) 진리에 입각한 이(김서리) 진리에 서 있는 사람(일아)      |
|      | Magga-vagga Dhp273~Dhp289      | 도행품(道行品)                    | 길(법정)(김서리)(일아) 길의 장(거해) 길의 품(전재성) 진리의 길(법정1999)                                                         |
|      | Pakiṇṇaka-vagga Dhp290~Dhp305  | 광연품(廣衍品)                    | 여러 가지(법정) 여러 가지의 장(거해) 다양한 것의 품(전재성) 여러 가지(법정1999)(김서리)(일아)                                    |
|      | Niraya-vagga Dhp306~Dhp319     | 지옥품(地獄品)                    | 지옥(법정)(김서리)(일아) 지옥의 장(거해) 지옥의 품(전재성)                                                                       |
|      | Nāga-vagga Dhp320~Dhp333       | 상유품(象喩品)                    | 코끼리(법정)(김서리)(일아) 코끼리의 장(거해) 코끼리의 품(전재성)                                                                 |
|      | Taṇhā-vagga Dhp334~Dhp359      | 애욕품(愛欲品)                    | 애착(법정) 애욕의 장(거해) 갈애의 품(전재성) 갈애(김서리)(일아) 집착(법정1999)                                                   |
|      | Bhikkhu-vagga Dhp360~Dhp382    | 비구품(比丘品) 사문품(沙門品)     | 수행승(법정)(김서리) 빅쿠의 장(거해) 수행승의 품(전재성) 비구(일아)                                                              |
|      | Brāhmaṇa-vagga Dhp383~Dhp423   | 바라문품(婆羅門品) 범지품(梵志品) | 바라문(법정) 브라흐마나의 장(거해) 바라문의 품(전재성) 브라흐만(김서리) 브라흐마나(일아) 존귀한 님의 품(전재성2014)              |

(법정=진리의 말씀, 1984. 거해=법구경, 1992. 전재성=법구경-담마파다, 법정1999=진리의 말씀, 1999. 2008. 김서리=담마빠다, 2013. 일아=담마빠다, 2014. 전재성2014=법구경-진리의 말씀, 2014.)

## 원본과 번역본

### 한역본
삼국시대의 오나라(吳)사람인 유기난(維祇難)을 비롯한 여러 사람들이 공동 작업으로 《법구경》을 한문으로 옮겼다고 한다. 한역되면서 'Dhamma'는 법(法)으로 'Pada'는 구(句)로 번역되었다.
고려시대 팔만대장경에 한역본이 수록되었다.

#### 완역
- 무념, 응진 옮김, 《법구경 이야기: 법구경 주석서(Dhammapada Aṭṭhakathā)》(경주: 옛길), 제1권~제3권, 2008.
- 金達鎭 편역, 《法句經》(서울: 玄岩社), 1962.
- 전재성 역주, 《법구경-진리의 말씀》(서울: 한국빠알리성전협회), 2014.
- 일아 옮김, 《(빠알리어 직역)담마빠다: DHAMMAPADA(법구경)》(서울 : 불광출판사), 2014.
- 김서리 역주, 《담마빠다: 빠알리어 문법과 함께 읽는 법구경》(서울: 소명출판), 2013(초판), 2025(2판).
- 전재성 역주, 〈법구경〉, 《(빠알리대장경 쿳다까니까야)법구경-담마파다(Dhammapada): 진리의 말씀》(서울: 한국빠알리성전협회), 2008, 75~224쪽. 재판, 2012.
- 거해 편역, 《법구경》(서울: 고려원), 제1권~제2권, 1992.  《법구경》(서울: 샘이깊은물), 제1권~제2권, 2003.
- 法頂 옮김, 《진리의 말씀: 法句經》(승주: 불일출판사), 1984.

#### 완역(중역)
- 난다라타나, 위말라키티 옮김, 《(팔리어 직역)법구경(DHAMMAPADA)》(서울: 佛사리탑), 2008. — 팔한영대역
- 서무선 옮김, 《법구경(Dhamma pada)》(가평: 불교통신교육원), 2003. — 영한대역
- 천강 편역, 《(法句經)참 진리의 말씀(The Dhammapada)》(울산: 대진출판사), 1993.
- 조현숙 옮김, 《법구경: 붇다의 말씀(Dhammapada)》(서울: 서광사), 1992.
- 라드하크리슈난 지음, 徐景洙 옮김, 《法句經: 히말라야의 知慧》(서울: 弘法院), 1966. — 영중한대역

### 영어
막스 뮐러에 의해 1869년 처음 번역된 것을 시작으로 긴 역사가 있다.
- 위키소스 영어판 법구경 전문